# Thrichomys
Thrichomys (Trouessart, 1880) è un genere di roditori della famiglia degli Echimiidi conosciuti localmente come punarè.

## Descrizione

### Dimensioni
Al genere Thrichomys appartengono roditori di grandi dimensioni, con lunghezza della testa e del corpo tra 200 e 290 mm, la lunghezza della coda tra 180 e 220 mm e un peso fino a 500 g.

### Caratteristiche craniche e dentarie
Il cranio è largo e robusto e presenta un rostro corto ed ampio, la regione inter-orbitale stretta e le bolle timpaniche di dimensione variabile. I fori palatali sono larghi ed ovali. I molari presentano da tre a quattro rientranze su ogni lato ed hanno la superficie occlusiva circolare.
Sono caratterizzati dalla seguente formula dentaria:

### Aspetto
La pelliccia è soffice. Le parti dorsali sono generalmente grigio cenere mentre le parti ventrali sono bianche, solitamente con una striscia grigiastra sulla gola. Il muso è appuntito, gli occhi sono grandi e contornati di bianco. Le vibrisse sono molto lunghe. Alla base di ogni orecchio è presente una macchia biancastra. Gli arti allungati, le zampe anteriori sono corte, i piedi sono lunghi e sottili, ogni dito, eccetto il pollice, è munito di un artiglio corto e ricurvo con alla base un ciuffo di peli biancastri. Le piante possiedono sei cuscinetti carnosi ben sviluppati, l'alluce è molto corto e non raggiunge la base del secondo dito. La coda è lunga circa quanto la testa ed il corpo, è completamente ricoperta di peli che nascondono le scaglie sottostanti, di colore nero superiormente e bianco o grigiastri sotto.  Le femmine hanno due paia di mammelle addominali.

## Distribuzione
Sono roditori terricoli diffusi nell'America meridionale.

## Tassonomia
Il genere comprende 4 specie.
- Thrichomys apereoides
- Thrichomys inermis
- Thrichomys laurentius
- Thrichomys pachyurus